# Asteronyx loveni
Asteronyx loveni is een slangster uit de familie Asteronychidae. De wetenschappelijke naam van de soort werd in 1842 gepubliceerd door Johannes Peter Müller & Franz Hermann Troschel.

## Synoniemen
In 1998 publiceerde Nina M. Litvinova de naam Ophiuraster patersoni voor wat volgens haar een nieuwe soort was in de familie Ophiuridae. In 2004 publiceerde Sabine Stöhr de resultaten van een onderzoek naar juveniele slangsterren, waarbij ze concludeerde dat de door Litvinova beschreven en benoemde soort in feite het postlarvale stadium was van een andere soort. Stöhr's eerste benadering was dat die soort Ophiomyxa serpentaria Lyman, 1883 (familie Ophiomyxidae) moest zijn. Een jaar later veranderde ze in een uitgebreidere studie naar juveniele slangsterren die determinatie in Asteronyx loveni (familie Asteronychidae).
- Ophiuropsis lymani Studer, 1884
- Asteronyx locardi Koehler, 1895
- Asteronyx dispar Lütken & Mortensen, 1899[3]
- Asteronyx cooperi Bell, 1909
- Ophiuraster patersoni Litvinova, 1998